# جورج جيمس هوبكينز
جورج جيمس هوبكينز (بالإنجليزية: George Hopkins)‏ هو كاتب سيناريو أمريكي، ولد في 23 مارس 1896 في باسادينا في الولايات المتحدة، وتوفي في 11 فبراير 1985 في لوس أنجلوس في الولايات المتحدة بسبب مرض.

## وصلات خارجية
- جورج جيمس هوبكينز على موقع IMDb (الإنجليزية)
- جورج جيمس هوبكينز على موقع قاعدة بيانات الفيلم (الإنجليزية)